# Susanna van Fornenbergh
Susanna van Fornenbergh (geboren um 1645; gestorben nach 1697) war eine niederländische Schauspielerin.

## Leben
Susanna van Fornenbergh war die älteste Tochter des Theaterregisseurs und Schauspielers Jan Baptist van Fornenbergh (1624–1697) und der Schauspielerin Helena Heusen (ca. 1621–1680). Ihr Vater war Prinzipal einer Wandertruppe. Es ist unbekannt, wo und wann sie geboren wurde. Vermutlich kam sie zur Welt während ihre Eltern irgendwo auf Tour waren. Abgesehen von den Kindern, die früh starben, hatte Susanna vier Brüder, Johan (1648/55–nach 1697), Reynier (1657–vor 1684), Cornelis (1659–1684) und Alexander (1661–1697), diese gingen nicht zur Bühne, hingegen ihre drei Schwestern Johanna, Dorotea und Cornelia. Susanna war wahrscheinlich schon in jungen Jahren Teil des Ensembles ihres Vaters, der 1660 am Denneweg das erste Theater in Den Haag gründete.
Als die Truppe 1661 in Delft auf dem Jahrmarkt auftrat, verliebte sich ein Student aus Dordrecht, der spätere Dichter Coenraad Droste in sie. Die Affäre endete jedoch im Sande. Danach lernte sie den Gutsbesitzer Willem Ripperda aus Overijssel kennen. Zusammen flüchteten sie Anfang 1663 nach Gent, wo sie heirateten. Es stellte sich raus, dass ihr Mann ein Bigamist war, schon mit einer Französin verheiratet war, und mit dieser einen gemeinsamen Sohn hatte; die beiden lebten in Paris. Die Ehe wurde im April 1663 annulliert. Zwei Jahre später wurde Ripperda von Soldaten ermordet, kurz bevor er erneut heiraten wollte.
Als die Truppe 1665 eine Auslandstournee startete, blieb Susanna zurück, um sich um ihre jüngste Schwester Cornelia und ihre beiden jüngsten Brüder Cornelis und Alexander zu kümmern. Die Familie kehrte mit der Truppe erst 1667 nach der Tournee in die Niederlande zurück. Am 1. Juni 1670 heiratete sie den Hamburger Kaufmann Henricx Ludeman. Susannas Vater lieh dem Paar Tausende Gulden. Ihre gemeinsame Tochter Anna Helena wurde am 29. Dezember 1672 geboren und in Hamburg in Anwesenheit ihrer Mutter Helena Heusen getauft. Nach ihrer Hochzeit trat Susanna van Fornenbergh nicht wieder auf. Die Familie zog nach Kassel, dort war ihr Bruder Johan Münzmeister des Landgrafen von Hessen-Kassel.
Nachdem ihr Vater 1696 gestorben war, kehrte Susanna van Fornenbergh 1697 nach Den Haag zurück, um das Erbe zu regeln, welches an die sechs noch lebenden Kinder ging. Am 10. April 1697 übertrug sie ihren Anteil am Haus am Denneweg mit dem Theater und dem dahinterliegenden Nebengebäude teilweise im Namen ihres Mannes an ihren Bruder Johan. Es ist nicht bekannt, wo und wann Susanna van Fornenbergh starb.